# Maison du prieur de Saint-Victor à Nevers
Pour les articles homonymes, voir Maison du prieur de Saint-Victor.

## Localisation
La maison du prieur de Saint-Victor est un ancien édifice religieux, situé à Nevers, en France.
Adresse : 10 rue Creuse

## Présentation
C'est une maison très ancienne. Il est à remarquer d'anciennes fenêtres géminées murées, une porte avec un galbe en accolade, ainsi que d'autres caractéristiques des constructions d'époque.

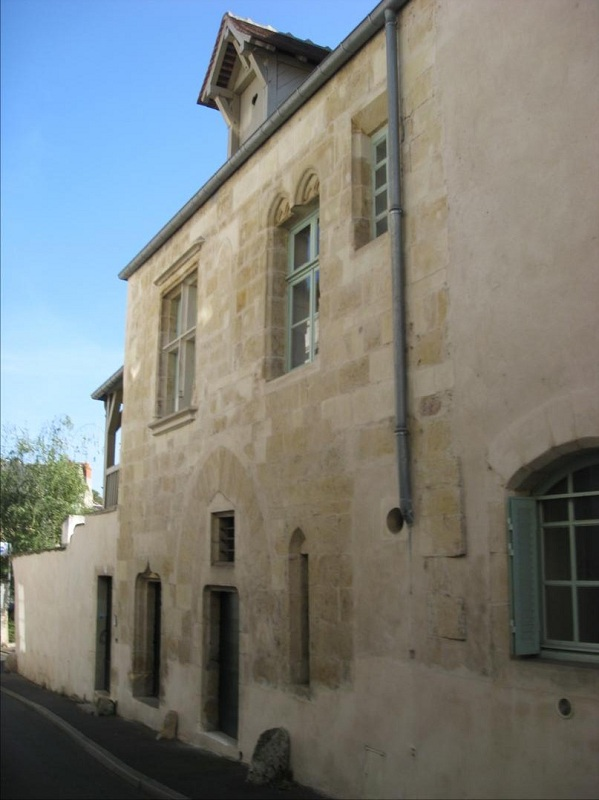
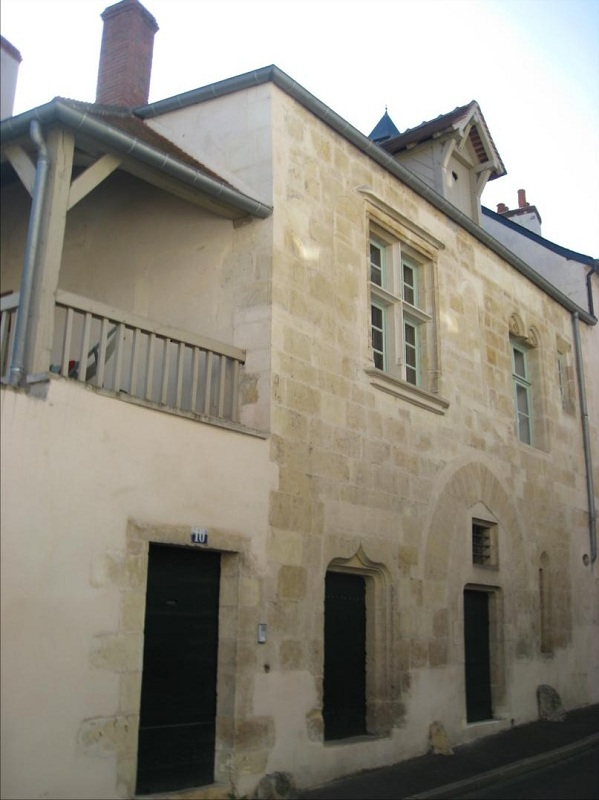
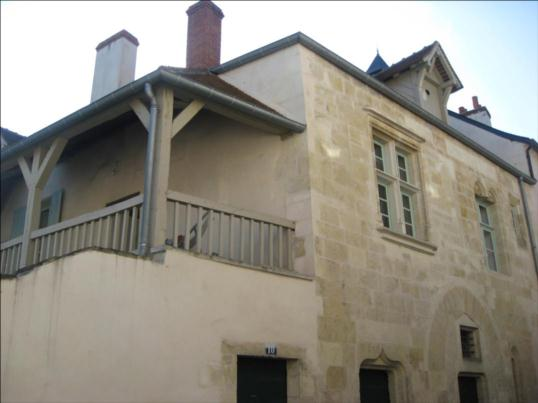